# 宽瓣钗子股
宽瓣钗子股（学名：Luisia ramosii）为兰科钗子股属下的一个种。

## 扩展阅读
- 維基物種上的相關：宽瓣钗子股